# فرودگاه کپتن روگلیو کاستیلیو نشنل
فرودگاه کپتن روگلیو کاستیلیو نشنل (به انگلیسی: Captain Rogelio Castillo National Airport) (به زبان بومی: Aeropuerto Nacional Capitán Rogelio Castillo) یک فرودگاه همگانی با کد یاتا CYW است که یک باند فرود آسفالت دارد و طول باند آن ۱۹۱۵ متر است. این فرودگاه در کشور مکزیک قرار دارد و در ارتفاع ۱۷۴۰ متری از سطح دریا واقع شده‌است.